# Cacau
Claudemir Jeronimo Barretto (normalt bare kendt som Cacau) (født 27. marts 1981 i Santo André, Brasilien) er en brasiliansk tidligere fodboldspiller der er blevet nationaliseret tysker, og spillede som angriber. I sin karriere spillede han for blandt andet 1. FC Nürnberg og VfB Stuttgart i Tyskland. Med sidstnævnte var han med til at vinde Bundesligaen i 2007.

## Landshold
Cacau nåede i sin tid som landsholdsspiller at spille 23 kampe og score seks mål for Tysklands landshold, som han debuterede for den 29. maj 2009 i et opgør mod Kina. Han var en del af den tyske trup til VM i 2010.

## Titler
Bundesligaen
- 2007 med VfB Stuttgart